# Миовирусы

Фаг Т4

Миовирусы (лат. Myoviridae) — нетаксономическая группа бактериофагов класса Caudoviricetes со сходной морфологией. Исторически рассматривалась как семейство. Размножение этих вирусов происходит в клетках бактерий и архей.

## Описание
Основная отличительная особенность миовирусного морфотипа — длинный сократимый хвост. Он трубчатый, имеет винтовую симметрию, в диаметре 16—20 нм. Сокращение хвоста является АТФ-зависимым. Капсиды содержат линейные геномы из двунитевой ДНК длиной около 33—244 тысяч пар нуклеотидов. Число белок-кодирующих генов варьирует в пределах 40—415. GC-состав составляет примерно 35 %. Вместо тимина в геноме может присутствовать 5-гидроксиметилцитозин.

## Жизненный цикл
После присоединения к прокариотической клетке вирус использует свою сократительную оболочку как шприц, прокалывая клеточную стенку центральной трубкой и впрыскивая генетический материал. Происходит репликация введённой ДНК, осуществляется транскрипция и трансляция генов структурных белков. Новые вирусы выходят из клетки-хозяина после её лизиса.

## Историческая классификация
До упразднения, семейство включало 5 подсемейств, а также 68 родов и 3 вида вне их (март 2019 года):
- Подсемейство Eucampyvirinae (2 рода)
- Подсемейство Ounavirinae (4 рода)
- Подсемейство Peduovirinae (2 рода)
- Подсемейство Tevenvirinae (11 родов и 7 видов вне их)
- Подсемейство Vequintavirinae (4 рода)